# Leptocera pseudimpudica
Leptocera pseudimpudica är en tvåvingeart som beskrevs av Deeming 1969. Leptocera pseudimpudica ingår i släktet Leptocera och familjen hoppflugor.
Artens utbredningsområde är Nepal. Inga underarter finns listade i Catalogue of Life.